# Kristofer Andersson (skribent)
Kristofer Andersson, född 1984 och uppvuxen i Akalla utanför Stockholm, är en svensk författare, journalist och kulturarbetare.
Han driver tillsammans med Nanna Olasdotter Hallberg och Moa Wallin kulturpodcasten P3 Klubben på Sveriges Radio P3. Han är även krönikör på Aftonbladets kultursida.
År 2023 grundade han det oberoende skivbolaget Dream On, där han är verksam som musikutgivare. Bolaget har bland annat gett ut musik av den svenska duon The Embassy samt artister som CIVIL POLIS, Kanot, N.Tull och Job (tidigare i bandet Shine 2009).
Andersson är operativ chef på bokförlaget Modernista där han också gav ut reportageboken DIY (2013), som undersökte Stockholms alternativa kulturliv och innehöll intervjuer med bland andra Arvida Byström, Rebecca & Fiona och Tommie X.
Han har profilerat sig som en kritisk röst inom svensk kulturdebatt, med texter om bland annat svensk drogpolitik, kommersialiseringen av samtida konstnärer och den svenska litteraturvärldens medelklassperspektiv.
Andersson har en kandidatexamen i journalistik och har även studerat medie- och kommunikationsvetenskap. Han har tidigare varit chefredaktör för bon.se och redaktionschef på tidskriften Bon.